# Robert Acquafresca
Robert Acquafresca, född 11 september 1987 i Turin är en italiensk fotbollsspelare som spelar för Ternana. Hans pappa är ifrån Italien och hans mamma är ifrån Polen. Acquafresca fick välja mellan att spela i det italienska landslaget och det polska landslaget och han valde det italienska landslaget, där han har spelat i U21-landslaget.

## Klubbkarriär
Robert Acquafresca kom som nioåring till Torino, som han under många år representerade på pojk- och juniornivå.

### Treviso
2005 blev han köpt av Inter men två dagar senare såldes han vidare till Treviso på delägarskap. Han spelade för Treviso i tre år. 

### Cagliari
2007 lämnade Acquafresca Treviso för  Cagliari, återigen delägd tillsammans med Inter, som värvade Cagliaris David Suazo i samma övergång. Under två säsonger med den sardiska klubben gjorde Acquafresca 24 mål och spelade även flitigt med Italiens U21-landslag.

### Genoa
Den 29 juni 2009 såldes Acquafresca till Genoa som delbetalning i köpet av Diego Milito. Redan dagen efter, 30 juni, lånade Genoa ut honom till Atalanta. Det blev en halv säsong med ett mål på tolv matcher innan Acquafresca i januari 2010 hämtades tillbaka av Genoa.
Den 1 juli 2010 värvades Luca Toni till Genoa. Detta ledde till att Genoa ansåg att Acquafresca återigen var överflödig och han lånades då ut till sin gamla klubb Cagliari. Återigen gjorde han bra ifrån sig i Cagliari och svarade för åtta mål på 37 matcher.

### Bologna
I juli 2011 lånades Acquafresca ut till Bologna. Efter en säsong med klubben, där Acquafresca gjorde fem mål, utnyttjade Bologna sin utköpsklausul och köpte spelaren på ett delägarskap från Genoa.
Acquafresca spelade hösten 2012 med Bologna, men fick begränsat med speltid. I januari lånades han ut till spanska Levante. Efter elva matcher och tre mål återvände Acquafresca till Bologna, som sommaren 2013 köpte loss resterande del av spelaren från Genoa.

## Internationell karriär
Acquafresca har spelat för Italiens U17-landslag, U18-landslag, U19-landslag och U21-landslag. Han spelade sin första U21-match den 1 juni 2007 mot Albanien. Acquafresca deltog i U21-EM 2009 som spelades i Sverige. Den polska förbundskaptenen, Leo Beenhakker har försökt övertala Acquafresca till att spela för det polska landslaget, men Acquafresca tackade nej.